# مبارك بن محمد بن خليفة آل نهيان
مبارك بن محمد آل نهيان (1935- 25 فبراير 2010)، سياسي إماراتي وأول وزير داخلية في الإمارات. وهو الابن الثاني للشيخ محمد بن خليفة بن زايد آل نهيان.

مرجع الرابط خطأ عند الضغط على اسم والده يتم التحويل إلى نجل الشيخ خليفة بن زايد بن سلطان آل نهيان...... يرجى تصحيح الرابط

## حياته العملية
ولد الشيخ مبارك بن محمد في أبوظبي، في عام 1961 عهد إليه برئاسة دائرة الشرطة والأمن العام في أبوظبي، وفي 18 سبتمبر 1966 تولى منصب رئيس دائرة الشرطة والأمن العام ودائرة الجنسية والجوازات العامة. وفي 21 ديسمبر 1968 رقي إلى رتبة لواء.
في 1 يوليو 1971 عُيِّن وزيراً للداخلية في إمارة أبوظبي، كما عُيِّن وزيرًا للداخلية منذ قيام الاتحاد، كما عهد إليه تولّي مسؤولية الشرطة في إمارة أبوظبي، وقد ظل يشغل منصب وزير الداخلية في الإمارات حتى عام 1990.
وقد كان له دور في المحادثات التي جرت بين حكام الإمارات أعضاء المجلس الأعلى للاتحاد تمهيداً لقيام دولة الإمارات العربية المتحدة.
كما أنه ترأس الاتحاد الإماراتي لكرة القدم، وكان الرئيس الأول له، وقام هذا الاتحاد بتأسيس منتخب الإمارات لكرة القدم.

### من أعماله
- أسس قوة شرطية منظمة في أبو ظبي، وتضمن ذلك استحداث العديد من أقسام مراكز الشرطة في مختلف أنحاء الإمارة، علاوة على مراكز الشرطة الحدودية.
- العمل على توحيد قوات الشرطة في الإمارات لتكون وزارة الداخلية هي سلطة الإشراف الكامل على جميع الشؤون المتعلقة بالأمن والهجرة الإقامة.[5]
- استحداث وحدة خاصة للشرطة النسائية وذلك في فبراير 1978، ووجه بإنشاء مدرسة الشرطة النسائية في أبوظبي.
- إزالة وإلغاء كل التعقيدات والمشكلات الحدودية بين الإمارات السبع مثل إجراءات توقيف السيارات وتدقيق هويات أو بطاقات المسافرين على الحدود بين الإمارات.

## جوائز
حصل الشيخ مبارك على العديد من الأوسمة المحلية والعربية ومنها:
- وسام زايد الثاني
- وسام عيد الجلوس
- وسام الملك عبد العزيز آل سعود
- وسام النهضة من الدرجة الأولى للمملكة الأردنية الهاشمية
- وسام عمان للسلطان قابوس بن سعيد، وسام الملك الحسن الثاني
- وسام الجمهورية التونسية
- وسام قوة دفاع أبوظبي 1966
- وشاح الاستحقاق لدولة قطر
- وسام الهلال الأحمر الخيري.

## حياته الخاصة

### نسبه وعائلته
مبارك محمد بن خليفة بن زايد بن خليفة بن شخبوط بن ذياب بن عيسى آل نهيان، هو الابن الثاني للشيخ محمد بن خليفة بن زايد آل نهيان من الشيخة موزة بنت أحمد بن خلف العتيبة (ابنة تاجر اللؤلؤ الشهير أحمد بن خلف العتيبة)، وخال رئيس دولة الإمارات السابق خليفة بن زايد.
أخوته الأشقاء هم الشيخ حمدان بن محمد آل نهيان نائب رئيس مجلس الوزراء سابقاً، والشيخ طحنون بن محمد آل نهيان ممثل حاكم أبوظبي في منطقة العين (وزير البلديات والزراعة الأسبق)، والشيخ سيف بن محمد آل نهيان والشيخ سرور بن محمد آل نهيان والشيخ سعيد بن محمد آل نهيان.

### حياته الأسرية
تزوج من الشيخة عوشة بنت شخبوط بن سلطان آل نهيان وأنحب منها:
- الشيخ أحمد (توفي في عام 2003).
- الشيخ نهيان (وزير التسامح والتعايش)
- الشيخ حمدان (وزير الأشغال العامة من عام 2004 إلى 2013 ووزير التعليم العالي والبحث العلمي ما بين 2013 و2014).
- الشيخة فاخرة.
- الشيخ سعيد